# Улица Евгения Коновальца (Киев)
Улица Евгения Коновальца (укр. Вулиця Євгена Коновальця) — улица в Печерском районе города Киева. Пролегает от улицы Большая Васильковская до улицы Михаила Заднепровского при примыкании Новогоспитальной улицы, исторически сложившаяся местности (районы) Новое Строение и Черепанова гора.
Примыкают улицы Предславинская, Василия Тютюнника (Анри Барбюса), Летняя.

## История
Немецкая улица возникла в середине 19 века. В 1869-1938 годы — Бухтеевская улица или Немецко-Бухтеевская. 11 ноября 1938 года Немецко-Бухтеевская улица в Кировском районе была переименована на улица Сурикова — в честь русского живописца Василия Ивановича Сурикова, согласно Постановлению президиума Киевского городского совета рабочих, крестьянских и красноармейскизх депутатов № 1082/6 «Про упорядочивание наименований площадей, улиц и переулков г. Киева» («Про впорядкування найменувань площ, вулиць та провулків м. Києва»). 26 декабря 1944 года большая часть улицы Сурикова была выделена в отдельную Кутузовскую улицу — в честь русского полководца Михаила Илларионовича Кутузова, согласно Постановлению исполнительного комитета Киевского городского совета депутатов трудящихся № 286/2 «Про упорядочивание наименований площадей, улиц и переулков г. Киева» («Про впорядкування найменувань площ, вулиць та провулків м. Києва»).
Прозоровский путь возник во 2-й половине 19 века. С 1930-х годов — Новогоспитальная улица.
21 ноября 1961 года большая часть Ново-Госпитальной улицы и часть улицы Сурикова в Печерском и Московском районах были объединены в единую улицу Щорса — в честь начальника дивизии Красной Армии времён Гражданской войны в России Николая Александровича Щорса, согласно Решению исполнительного комитета Киевского городского совета депутатов трудящихся № 2259  «Про наименование и переименование улиц площадей, и парков города» («Про найменування та перейменування вулиць, площ та парків міста»). Остальная часть Ново-Госпитальной улицы переименована на переулок Щорса (с 2015 года — Новогоспитальная улица). Кроме того, в 1937-1950-е годы на месте (от Круглой башни до Печерского моста) современного бульвара Леси Украинки пролегала улица Щорса (часть исторической Печерской улицы), которая была ликвидирована в ходе прокладки на её месте нового бульвара. 
Улица застраивалась в 1950—1970-е годы. В 1970-е годы вследствие строительства большого комплекса научных и административных сооружений вдоль бульвара Леси Украинки, сноса старых военно-складских помещений улица Щорса была укорочена. 
14 декабря 1970 года участок длиной 0,34 км Владимиро-Лыбедской улицы (от улицы Щорса — от улицы Анри Барбюса — до Красноармейской улицы) в Московском районе была присоединена к улице Щорса, согласно Постановлению исполнительного комитета Киевского городского совета депутатов трудящихся № 2210 «Про наименование новых улиц на жилом массиве «Оболонь» и переименование некоторых улиц и площадей г. Киева» («Про найменування нових вулиць на житловому масиві „Оболонь“ і перейменування деяких вулиць і площ м. Києва»).
7 декабря 2000 года части улиц Кутузова (0,26 км; от станции метро «Печерская» до улицы Щорса) и Щорса (0,23 км; от улицы Кутузова до переулка Щорса) были выделены в отдельную улицу Михаила Заднепровского, согласно Распоряжению Киевской городской государственной администрации № 2188 «Про переименование улиц в честь М. Заднепровского и В. Черновола» («Про перейменування вулиць на честь М. Задніпровського та В. Чорновола»).
3 сентября 2015 года улица получила современное название — в честь деятеля украинского националистического движения 1920—1938 годов Евгения Михайловича Коновальца, согласно Распоряжению Киевского городского главы № 944/1808 «Про переименование улиц, площадей, переулков и проспектов в городе Киеве» («Про перейменування вулиць, площ, провулків та проспектів у місті Києві»).

## Застройка
Улица пролегает в северо-восточном направлении, в конце улица (после примыкания Летней) делает поворот в виде полукруга на юго-восток. Одна из основных улиц Печерского района. Улица имеет по одному ряду движения в обе стороны. 
Парная и непарная стороны улицы заняты многоэтажной жилой застройкой и учреждениями обслуживания.
Учреждения:
1. дом № 18 — Киевский национальный университет театра, кино и телевидения имени Ивана Карпенко-Карого
2. дом № 24 — автобаза Управления делами аппарата Верховного Совета Украины
3. дом № 31 — «Укргіпроцукор»

Мемориальные доски:
1. дом № 1/101 — командиру украинских повстанческих формирований времён Гражданской войны Николаю Александровичу Щорсу — демонтирована — комментарий именования улицы